# Found Poem
Als Found Poems (deutsch gefundene Gedichte) bezeichnet man in der Semiotik alltagssprachliche Texte, die durch eine neue Sichtweise zu Gedichten erklärt oder als Gedichte gelesen werden.

## Der Begriff in der Sprachwissenschaft und der Semiotik
In der Sprachwissenschaft und der Semiotik findet sich die Unterscheidung von Texten in alltagssprachlichen Texten und in poetischen Texten. Found Poems stellen hier ein besonderes Phänomen dar, weil sie je nach Sichtweise poetisch erscheinen oder alltäglich. Die Veränderung der Wahrnehmung von Alltagstexten als Found Poems wird als Transformation beschrieben. Der Text erhält  durch "Neues Sehen" (Winfried Nöth) eine neue Funktion.
Die Wahrnehmung kann hier eine Veränderung erfahren haben durch Verfremdung und Deautomatisierung. Nach dieser Theorie, die von den Funktionalisten Viktor Šklovskij und Jurij N. Tynjanov entwickelt wurde, werden alltägliche Texte wie gewöhnliche alltägliche Dinge wahrgenommen. Wird diese Gewohnheit durchbrochen, so kann es geschehen, dass alltägliche Texte neu gesehen werden und plötzlich als „fremd“ erscheinen. In der semiotischen Ästhetik nach Jan Mukařovský wird eine veränderte Wahrnehmung von Alltagstexten durch eine besonders bewusste und intensive Konzentration auf die Texte erklärt. Der Text rückt für den Leser dabei ganz in den Vordergrund. Jan Mukařovský prägte dafür den Begriff des Foregrounding.
Auch hier ist Foregrounding „das Gegenteil von Automatisierung, d. h. die Deautomatisierung einer Handlung“.

### Forschungsdebatte
Der Begriff entstammt der Forschungsdebatte in der Semiotik, die sich mit der Frage beschäftigt, ob Poetizität oder das Poetische eine besondere Textstruktur besitzt oder ob das Poetische als eine besondere Form des kommunikativen Handelns zu verstehen ist und somit nicht die Struktur des Textes über das Poetische eines Textes entscheidet, sondern die Funktion. Letztere Position vertreten die sogenannten Funktionalisten in der Sprachwissenschaft und der Semiotik und sehen sich durch das Phänomen der Found Poems darin bestätigt.

## Verwandte Begriffe
Neben dem Begriff Found Poems in der Semiotik existieren die Begriffe found art für „Zufallskunst“ und found poetry für „Zufallspoesie“ in den Kulturwissenschaften.